# Deir Abu Mash'al
Deir Abu Mash'al (en árabe: دير ابو مشعل‎) es una localidad palestina de la gobernación de Ramala y al Bireh, situada al noroeste de Ramala, en  Cisjordania, Estado de Palestina. El pueblo tenía en 2012 una superficie total de 8763 dunams de los que 720 estaban edificados. Según la Oficina Central de Estadísticas de Palestina (PCBS), su población era de 4233 habitantes en 2017.

## Geografía
Deir Abu Mash'al se encuentra a 16,4 kilómetros al noroeste de Ramala. Limita con Al-Itihad al sur y al este, con Abud al este y al norte, y con Shuqba al oeste.
Se sitúa a una altitud de 468 m sobre el nivel del mar, y recibe 567 mm de precipitación media anual, con aproximadamente 62 % de humedad media anual. La temperatura media anual es de 18° C.
Tras los acuerdos de Oslo de 1995, 85% de las tierras del pueblo se clasificaron como Zona B, bajo administración conjunta del Estado de Palestina y de Israel, y el 15% restante como Zona C, bajo administración exclusiva de Israel. Israel ha confiscado cientos de dunams de tierra de Deir Abu Mash'al para construir la carretera de circunvalación 465 que une los asentamientos cercanos, teniendo en cuenta que las fuerzas de defensa de Israel obligan a crear un zona tampón de 75 m a ambos lados de las carreteras.

## Administración
Desde 1996, la administración de Deir Abu Mash'al depende del Consejo del Pueblo, que comparte servicios municipales con el «Consejo de Servicios Comunitarios para los pueblos del oeste de Ramala» (Joint Services Council for West of Ramallah Villages), ubicado en Ni'lin. El Consejo del Pueblo consta de 9 miembros nombrados por la administración central de Palestina, y tiene sede propia con dos empleados.